# Olszanka (Podegrodzie)
Olszanka (früher Mała Olszanka, deutsch Ollschau) ist eine Ortschaft mit einem Schulzenamt der Gemeinde Podegrodzie im Powiat Nowosądecki der Woiwodschaft Kleinpolen, Polen.

## Geographie
Der Ort liegt am Bach Jastrzębik in den Inselbeskiden (Beskid Wyspowy).
Das Dorf hat eine Fläche von 322 ha (5 % der Landgemeinde).
Die Nachbarorte sind Naszacowice im Nordosten, Kadcza im Süden, Jazowsko im Südwesten, Szczereż im Westen, Olszana im Nordwesten.

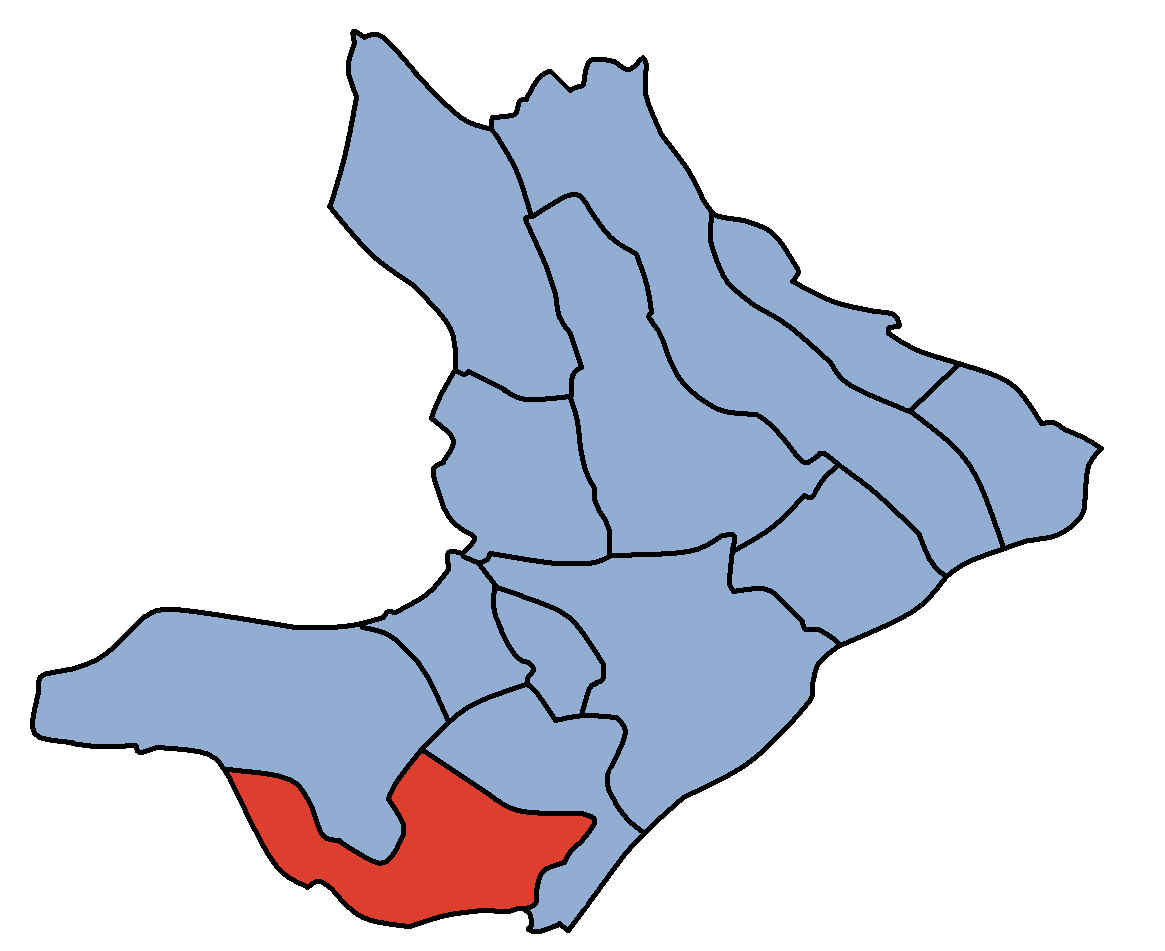
Das Dorf in der Gemeinde

## Geschichte
Der Ort wurde zwischen 1470 und 1480 Jahren als Olschanka erstmals urkundlich erwähnt. Der Name ist von den Erlen (polnisch olsza) abgeleitet. Der Ort gehörte ursprünglich zu den Klarissen in Stary Sącz.
Nach der Ersten Teilung Polens kam Olszanka zum neuen Königreich Galizien und Lodomerien des habsburgischen Kaiserreichs (ab 1804).
Im Jahre 1784 wurden im Zuge der Josephinischen Kolonisation einige deutsche Familien reformierter Konfession als Kolonisten angesiedelt. Sie gehörten zur Pfarrgemeinde in Stadła. Bis Ende des 19. Jahrhunderts wurden die Nachgeborenen der Kolonisten polonisiert. Im Jahre 1900 hatte das Dorf 417 Einwohner, davon alle polnischsprachig, 338 römisch-katholisch, 6 Juden, 73 anderer Glaube (überwiegend evangelisch).
1918, nach dem Ende des Ersten Weltkriegs und dem Zusammenbruch der k.u.k. Monarchie, kam Olszanka zu Polen. Unterbrochen wurde dies durch die Besetzung Polens durch die Wehrmacht im Zweiten Weltkrieg, während der es zum Generalgouvernement gehörte.
Von 1975 bis 1998 gehörte Olszanka zur Woiwodschaft Nowy Sącz.

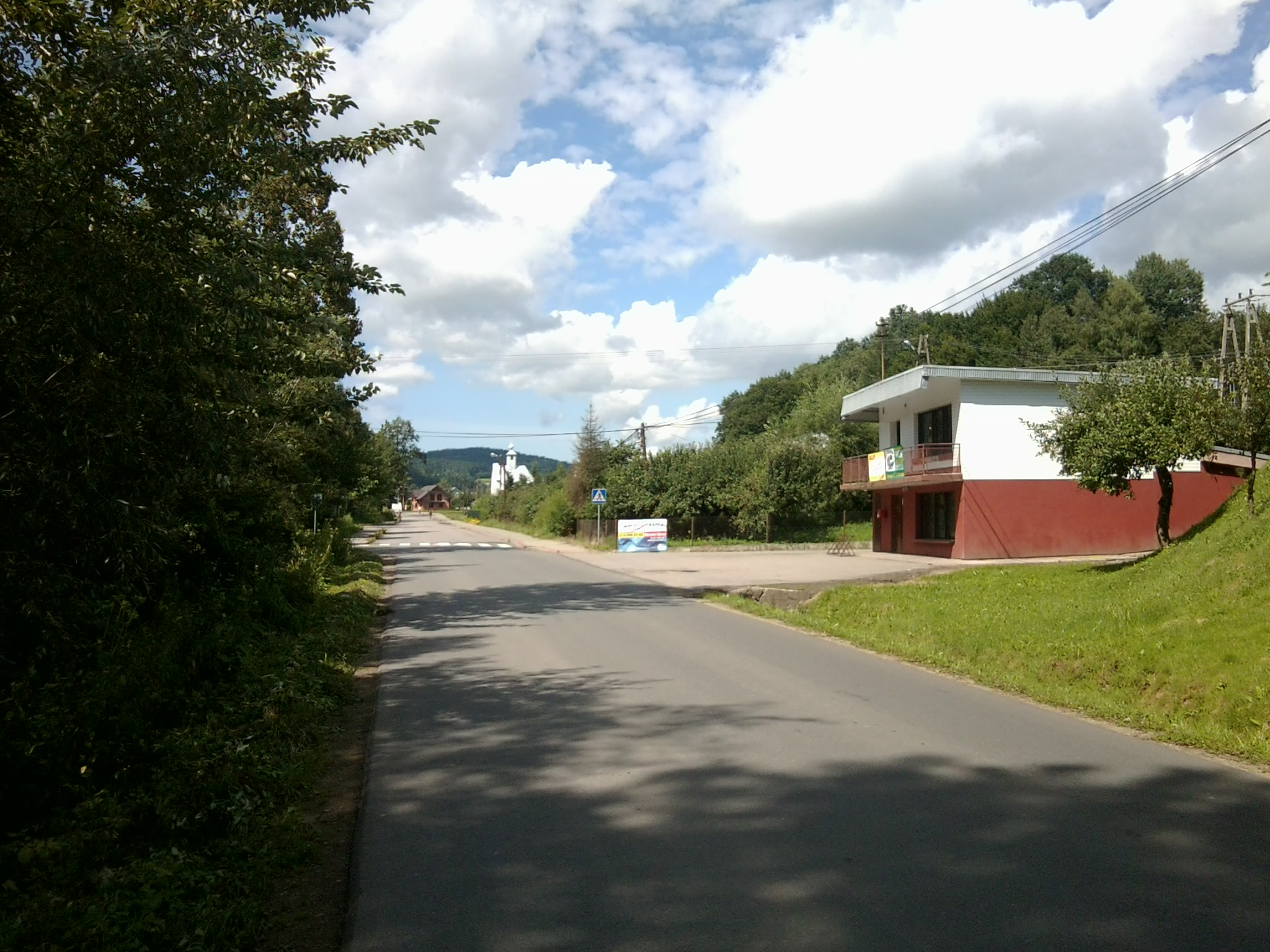
Ortszentrum
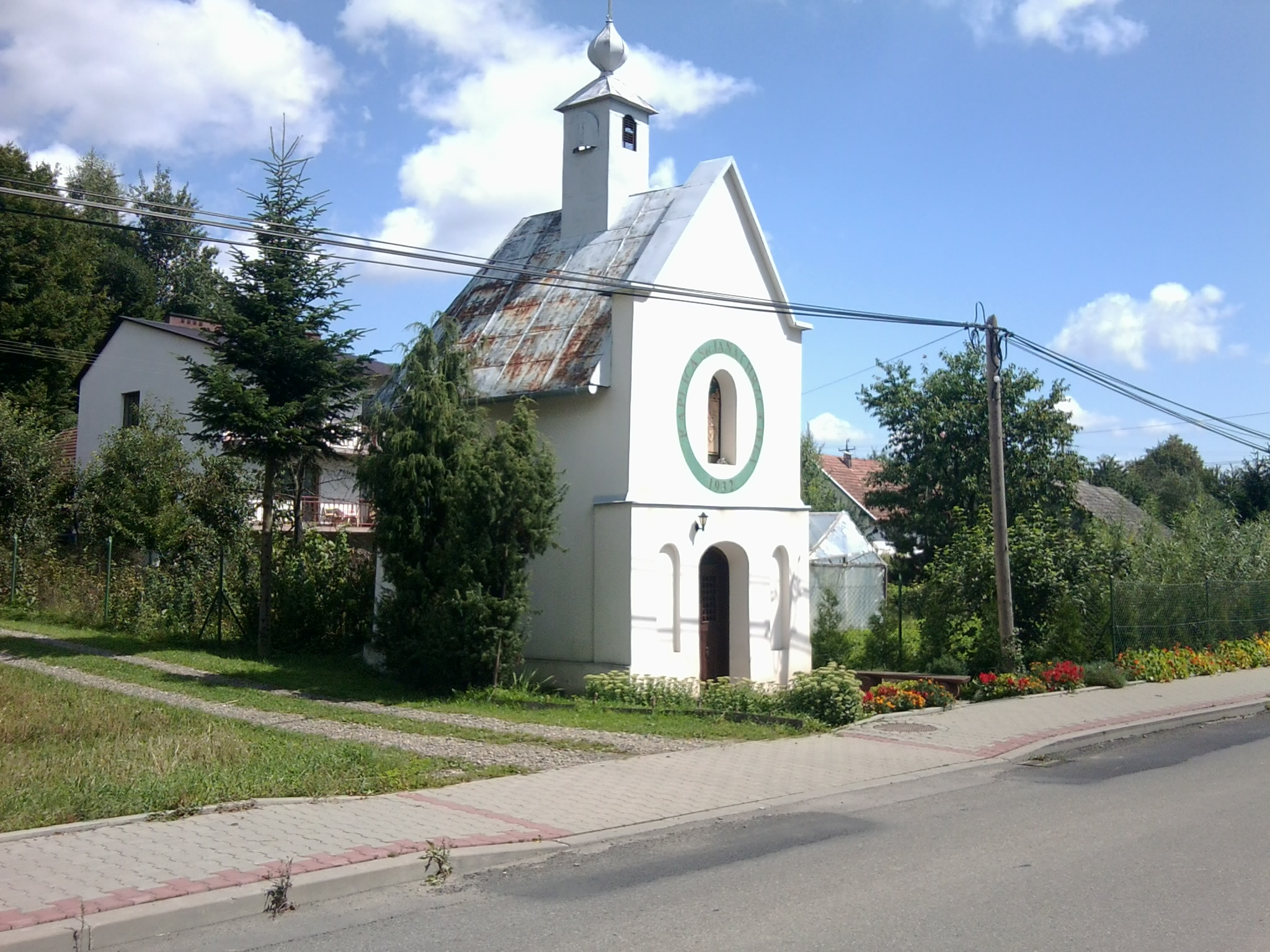
Kapelle

## Söhne und Töchter der Stadt
- Maria Wnęk (1922–2005), Künstlerin der Art brut